# Sith Corona
La Sith Corona è una struttura geologica della superficie di Venere.